# Mallada flaveolus
Mallada flaveolus is een insect uit de familie van de gaasvliegen (Chrysopidae), die tot de orde netvleugeligen (Neuroptera) behoort. 
Mallada flaveolus is voor het eerst wetenschappelijk beschreven door Schneider in 1851.